# NFL RedZone
NFL RedZone è un canale tematico degli USA di proprietà della National Football League (NFL). Trasmette la domenica pomeriggio dalle h.13:00 EST durante la stagione regolare della NFL fino al termine dell'ultima partita pomeridiana (non prima delle h.20:00 EST). RedZone fornisce una copertura in simulcast di tutte le partite della domenica pomeriggio in onda su CBS e FOX.
RedZone ha sede negli studi della NFL Network ed è condotto da Scott Hanson, e va in onda senza pubblicità.
Il canale si propone di mostrare "ogni touchdown di ogni partita" proponendo un giro dei campi e collegandosi con i campi in cui la squadra si avvicina alla zona del Touchdown: infatti il nome "RedZone" tradotto significa "zona rossa", che è il soprannome della parte del campo di football compresa tra la linea delle 20 yard e la linea di meta.
Da settembre 2018 è disponibile anche in Italia tramite la piattaforma DAZN.